# Droga wojewódzka 136
Die Droga wojewódzka 136 (DW 136) ist eine polnische Woiwodschaftsstraße in der Woiwodschaft Lebus. Sie verläuft in Nord-Süd-Richtung und verbindet das Dorf Wałdowice mit Wędrzyn (Wandern).

## Streckenverlauf
Woiwodschaft Lebus
- Powiat Sulęciński (Kreis Zielenzig):
  - Wałdowice (→ DK 22)
  - Lubniewice (Königswalde)
  - Wędrzyn (Wandern) (→ DW 137)